# Яснопольщинский сельский совет (Липоводолинский район)
Яснопольщинский сельский совет (укр. Яснопільщинська сільська рада) — входит в состав
Липоводолинского района
Сумской области
Украины.
Административный центр сельского совета находится в 
с. Яснопольщина
.

## Населённые пункты совета
- с. Яснопольщина
- с. Ивановка
- с. Коцупиевка
- с. Макеевское

## Ликвидированные населённые пункты совета
- с. Коцупиева Степь